# Duque de Buccleuch
O título Duque de Buccleuch (AFI: [bəˈkluː]) foi criado no Pariato da Escócia em 20 de abril de 1663, para o duque de Monmouth, o filho ilegítimo mais velho de Carlos II da Inglaterra, que tinha sido casado com Anne Scott, 4.ª Condessa de Buccleuch.
Anne foi titulada Duquesa em direito próprio ao lado de seu marido; logo, o título não foi afetado com confiscação dos bens de Monmouth, condenado à morte em 1685. Ele passou para seus descendentes, que usaram, sucessivamente, os sobrenomes Scott, Montagu-Scott, Montagu-Douglas-Scott e Scott de novo. Em 1810, o 3.º Duque de Buccleuch herdou o ducado de Queensberry, também no Pariato da Escócia, e assim aquele último título separou-se do marquesado de Queensberry. O atual Duque de Buccleuch é uma das cinco pessoas que detém dois ou mais ducados diferentes; os outros são o Duque da Cornualha e Rothesay, o Duque de Hamilton e Duque de Brandon, o Duque de Argyll (que tem dois ducados nomeados Argyll) e o Duque de Richmond, Lennox e Gordon.
Os títulos subsidiários associados com o ducado de Buccleuch são: Condes de Buccleuch (1619), Conde de Dalkeith (1663), Lorde Scott de Buccleuch (1606) e Lorde Scott de Whitchester e Eskdaill (1619). Todos estão no Pariato da Escócia. O duque também tem dois títulos subsidiários do confiscado ducado de Monmouth, que são Conde de Doncaster (1663) e Barão Scott de Tindale (1663); ambos estão no Pariato da Inglaterra. Há muitos títulos subsidiários associados com o ducado de Queensberry; entre eles, Marquês de Dumfriesshire (1683), Conde de Drumlanrig e Sanquhar (1682), Visconde de Nith, Tortholwald e Ross (1682) e Lorde Douglas de Kilmount, Middlebie e Dornock (1682) (todos no Pariato da Escócia).
O condado de Doncaster e a baronia de Scott de Tindale tinham sido perdidos no tempo da confiscação do primeiro duque, mas foram recuperados pelo 2.º Duque de Buccleuch em 1742. 
O atual Duque de Buccleuch é o maior proprietário de bens do Reino Unido e o presidente do Grupo Buccleuch, uma companhia com interesses em propriedade comercial, acordos rurais,  comida e bebidas. 
Os principais sítios da família Montagu-Douglas-Scott são Bowhill, a três milhas de Selkirk (representando a linhagem Scott); o Castelo de Drumlanrig, na região de Dumfries and Galloway (representando a linhagem Douglas); e Boughton House, em Northamptonshire (representando a linhagem Montagu). As três residências estão abertas ao público. A família também possui o Palácio de Dalkeith, em Midlothian, que não é ocupado por tal desde 1914 e que está sendo alugado pela Universidade de Wisconsin. Sua história residência londrina foi Montagu House.

## Lordes Scott de Buccleuch (1606)
- Walter Scott, 1.º lorde Scott de Buccleuch (1565-1611)
- Walter Scott, 2.º lorde Scott de Buccleuch (m. 1633) (tornou-se Conde de Buccleuch em 1619)

## Condes de Buccleuch (1619)
- Walter Scott, 1.º conde de Buccleuch (m. 1633)
- Francis Scott, 2.º conde de Buccleuch (1626-1651)
- Mary Scott, 3.ª condessa de Buccleuch (1647-1661)
- Anne Scott, 4.ª condessa de Buccleuch (1651-1732) (tornou-se Duquesa de Buccleuch em 1663)

## Duques de Buccleuch, primeira criação (1663)
- Jaime Scott, 1.º Duque de Monmouth e 1.º Duque Buccleuch (1649-1685) (confiscado)

## Duques de Buccleuch, segunda criação (1663)
- Anne Scott, 1.ª Duquesa de Buccleuch (1651-1732)
  - Francis Scott, 2.º duque de Buccleuch (1695-1751)
    - Henry Scott, 3.º duque de Buccleuch, 5.º duque de Queensberry (1746-1819)
      - Charles Montagu-Scott, 4.º duque de Buccleuch, 6.º duque de Queensberry (1772-1819)
        - Walter Montagu-Douglas-Scott, 5.º duque de Buccleuch, 7.º duque de Queensberry (1806-1884)
          - William Montagu-Douglas-Scott, 6.º duque de Buccleuch, 8.º duque de Queensberry (1831-1914)
            - John Charles Montagu-Douglas-Scott, 7.º Duque de Buccleuch, 9.º Duque de Queensberry (1864-1935)
              - Walter John Montagu-Douglas-Scott, 8.º duque de Buccleuch, 10.º duque de Queensberry (1894-1973)
                - Walter Francis John Scott, 9.º duque de Buccleuch, 11.º duque de Queensberry (1923-2007)
                  - Richard Walter John Montagu Douglas Scott, 10.º Duque de Buccleuch e 12.º Duque de Queensberry (n. 1954)

### Linha de sucessão
- Walter Montagu Douglas Scott, 5th Duke of Buccleuch, 7th Duke of Queensberry (1806–1884)
  -  William Montagu Douglas Scott, 6th Duke of Buccleuch, 8th Duke of Queensberry (1831–1914)
    -  John Montagu Douglas Scott, 7th Duke of Buccleuch, 9th Duke of Queensberry (1864–1935)
      -  Walter Montagu Douglas Scott, 8th Duke of Buccleuch, 10th Duke of Queensberry (1894–1973)
        -  John Montagu Douglas Scott, 9th Duke of Buccleuch, 11th Duke of Queensberry (1923–2007)
          -  Richard Montagu Douglas Scott, 10th Duke of Buccleuch, 12th Duke of Queensberry (b. 1954)
            - (1). Walter Montagu Douglas Scott, Earl of Dalkeith (b. 1984)
              - (2). Willoughby Montagu Douglas Scott, Lord Eskdaill (b. 2016)

            - (3).  Lord Charles David Peter Montagu Douglas Scott (b. 1987)
              - (4). Rufus Peter Francis Montagu Douglas Scott (b. 2017)
              - (5). Wilfred Richard Montagu Douglas Scott (b. 2019)

          - (6). Lord William Henry John Montagu Douglas Scott (b. 1957)
          - (7). Lord Damian Torquil Francis Charles Montagu Douglas Scott (b. 1970)
            - (8). Alexander Edward James Montagu Douglas Scott (b. 2002)
            - (9). Orlando John Sebastian Montagu Douglas Scott (b. 2009)

      - Lord William Montagu-Douglas-Scott (1896–1958)
        - male issue in line

    - Lord George William Montagu Douglas Scott (1866–1947)
      - John Henry Montagu Douglas Scott (1911–1991)
        - male issue in line

      - Claud Everard Walter Montagu Douglas Scott (1915–1994)
        - male issue in line

    - Lord Herbert Andrew Montagu Douglas Scott (1872–1943)
      - Andrew Montagu Douglas Scott (1906–1971)
        - male issue in line

  -  Henry Douglas-Scott-Montagu, 1st Baron Montagu of Beaulieu (1832–1905)
    - Barons Montagu of Beaulieu